# Paróquia de East Feliciana
A Paróquia de East Feliciana é uma das 64 paróquias do estado americano da Luisiana. A sede da paróquia é Clinton, e sua maior cidade é Clinton. A paróquia possui uma área de 1 180 km² (dos quais 0,5 km² estão cobertas por água), uma população de 21 360 habitantes, e uma densidade populacional de 18 hab/km² (segundo o censo nacional de 2000). 